# 刺客任務3
《刺客任務3》是一款由IO Interactive開發、發行的隱蔽類動作冒險遊戲。本作為刺客任務系列的第八部作品。為2016年遊戲《杀手》與2018年遊戲《杀手2》的續作。於2021年1月在Microsoft Windows、PlayStation 4、PlayStation 5、Xbox One、Xbox Series X/S、Stadia、任天堂Switch平台上發售。

## 遊戲性
玩家將再次扮演殺手47，遊走於阿拉伯聯合大公國的杜拜、英國達特穆爾、德國柏林、中國重慶、阿根廷門多薩省，以及羅馬尼亞境內的喀爾巴阡山脈。
PlayStation 4版本遊戲具有PlayStation VR模式，並在之後也能向下兼容至PlayStation 5上使用。與前作不同，可兩人同時進行遊戲的「幽靈模式」被刪除，「狙擊手刺客」關卡也僅限於單人遊玩。

## 劇情
延續《刺客任務2》的結局，殺手47與好友盧卡斯·格雷於繼續追殺「神意密會」的三名合夥人：Carl Ingram、Marcus Stuyvesant與Alexa Carlisle的同時，成功於上部結局中逃跑的「常任」Arthur Edwards卻悄悄找上了47的經紀人黛安娜，並告知了她47就是用汽車炸彈殺害了其父母的兇手。47雖然暗殺了三名合夥人，但卻永遠失去了好友格雷，他所效命的ICA也發現了47私下的舉動而將其列為叛徒進行追殺。
47在重慶的ICA基地中消除了自己與黛安娜的檔案，並向全世界公布了ICA的存在使其自顧不暇後成功脫離追擊，之後他收到了黛安娜的聯絡，她表示自己將成為神意密會的新任「常任」，這是唯一可以接近已在三名合夥人死後成功接管了神意密會的Arthur Edwards的方式，47替她消滅了競爭對手，卻中了黛安娜偷偷使用的毒素而被神意密會捕獲。47在昏迷中夢見了格雷，格雷告訴他黛安娜會如此做，是因為只有這樣才能接近Arthur Edwards。在羅馬尼亞境內喀爾巴阡山脈奔馳的列車上，逃脫的47將與Arthur Edwards展開最後的對話，並抉擇自己的命運。

## 行銷與發行
本作於2020年6月11日的PlayStation 5公開發表會上同時展示了預告片，遊戲預計有六個章節，並公開了其中一個關卡「杜拜」的部分遊戲畫面。開發者表示玩家可以將前作《刺客任務2》內的遊戲進度、成就、裝備道具移轉到《刺客任務3》之中使用。《刺客任務3》將會以雲端版遊戲登上任天堂Switch，這是相隔18年後，該系列遊戲再次登上任天堂平台的作品，上一次於任天堂遊戲主機上發行的系列作品為2003年，任天堂GameCube的《刺客任務2：無聲殺手》。

## 爭議
IO Interactive於2021年1月15日宣布電腦版玩家若未在Epic購買前作，將無法解鎖前作的地圖，這和IO Interactive在2020年8月公告的訊息產生了衝突。兩天後，IO Interactive表示將經過研究一種解決方案讓Steam內的資料可連結到Epic遊戲商城上，玩家無須重複購買，但可能會稍有數星期的延遲。

## 評價
根據Metacritic的報導，《刺客任務3》獲得了「普遍好評」的評價。
IGN則給予了積極的評價，並表示《刺客任務3》「內容豐富、有趣，重玩性高，充分表現了IO Interactive在隱蔽類遊戲的長處」。GamesRadar+則給予了本作正面的評價。

## 未來
於2020年12月31日，IO Interactive在該日的採訪中表示《刺客任務3》是「暗殺世界」三部曲的最後一部遊戲，但不會是刺客任務系列的最後一部作品。遊戲導演Christian Elverdam表示IO Interactive將會暫時停止刺客任務系列遊戲的開發，並表示讓殺手47的故事到此告一段落。

## 外部連結
- 官方网站